# Carles Frigola Serra
Carles Frigola i Serra (Borrassà  15 de setembre de 1944).Descendent d'una família de pagesos i propietaris rurals de Borrassà, els Triter -Morató- Frigola que es remunta al segle XVI. Dins d'aquesta família van destacar l'escriptor, dramaturg i periodista Josep Morató i Grau (1875-1918) i l'advocat i catedràtic Angel Frigola i Morató (1897-1974) que malgrat patir un consell de guerra al 1939-40, i desterrat a Almeria de per vida, va ocupar el càrrec de director de l'Escola de Magisteri d'aquesta ciutat, on avui en dia un CEIP porta el seu nom.
Fill de Josep Frigola i Taberner (1915-2009) que va ser el metge de Borrassà entre 1940 -1985 i de María Serra i Montcanut (1914- 1992), modista que treballava a Figueres i que seguia de prop el treball de Balenciaga a Barcelona. Llicenciat en Medicina per la Universitat de Saragossa. Psiquiatre. Psicoanalista. Metge de família a Peralada i a Pont de Molins. Diplomat en la Tavistock Clinic i en l'Institute_of_Group_Analysis de Londres. En la dècada del 1970, va formar part del moviment de psiquiatria comunitària (antipsiquiatria) amb Ronald Laing i Aaron Esterson a la Philadelphia Association. Va fundar Existencialia, que va ser la primera comunitat terapèutica anti-psiquiàtrica del nostre país. Va publicar aquesta experiència terapèutica a les revistes de contracultura de l'època: Ajoblanco, Ozono,la revista françesa SEXPOL sexologie et politique i l'anglesa Energy & Character. Des de 1978 amb la col·laboració inicial de Eva Reich, ha divulgat l'obra de Wilhelm Reich a Espanya. Premi Pascual i Prats del Col·legi de Metges i de l'Agrupació de Ciències Mediques de Girona l'any 1975.
En la dècada de 1980-1990 va participar amb Luis Racionero, Evarist Valles; Esteve Albert, Narcís Costa "Siset" i altres en les trobades d'Albons. Un grup gastronòmic i de tertúlia que la gent del lloc anomenava "Els Folls de l'Empordà"  Fruit d'aquestes tertúlies va escriure els llibres: Los Angeles Caidos , que Sanchez Dragó va presentar en el seu programa de TVE (1990) "La noche: el mundo por montera" i Dalmau de Creixell i altres escrits empordanesos. Des de 1992 va col·laborar amb l'artista italiana Marisa Martelli en un projecte sobre geometria sagrada i jardineria a Mas Morató de Creixell (Alt Empordà) l'actual El Jardí Terapèutic.
És autor de més de cinquanta articles científics i diversos llibres: El Cuerpo Dividido (Olañeta,1980);  Wilhem Reich: el autor y su obra (Barcanova: 1981); Los ángeles caídos (Kairós, 1989); El carácter femenino (Laertes, 2002); Primeros Auxilios Emocionales (Laertes, 2004); La Inmaculada Decepción: Cordura, Locura y Sabiduría (Laertes, 2006); El Cavaller Dalmau de Creixell i altres escrits empordanesos (Brau, 2008); Reich: Cuerpo y Psicoanalisis (Laertes, 2011); Cartas de Freud a Reich (Laertes, 2016) i Anatomia de las Emociones (Laertes, 2021);La Plaga Emocional (Letrame 2021).
És president d'ACOR. Associació Catalana d'Orgonomia. Director de la Fundació Wilhelm Reich a Espanya. Col·labora en la revista GiroSalut.